# Allardtia
Allardtia là một phân chi thuộc chi Tillandsia.

## Các loài
| - Tillandsia abbreviata H. Luther - Tillandsia acuminata L.B. Smith - Tillandsia adpressiflora Mez - Tillandsia aequatorialis L.B. Smith - Tillandsia alvareziae Rauh - Tillandsia amicorum I. Ramírez & Bevilacqua - Tillandsia antillana L.B. Smith - Tillandsia archeri L.B. Smith - Tillandsia arenicola L.B. Smith - Tillandsia asplundii L.B. Smith - Tillandsia atroviridipetala Matuda - Tillandsia australis Mez - Tillandsia bakiorum H. Luther - Tillandsia balsasensis Rauh - Tillandsia barbeyana Wittmack - Tillandsia barthlottii Rauh - Tillandsia biflora Ruiz & Pavón - Tillandsia boliviana Mez - Tillandsia boliviensis Baker - Tillandsia bongarana L.B. Smith - Tillandsia brenneri Rauh - Tillandsia brevilingua Mez ex Harms - Tillandsia breviturneri Betancur & N. García - Tillandsia buchlohii Rauh - Tillandsia buseri Mez - Tillandsia cajamarcensis Rauh - Tillandsia calochlamys Ehlers & L. Hromadnik - Tillandsia caloura Harms - Tillandsia cardenasii L.B. Smith - Tillandsia carrierei André - Tillandsia cauliflora Mez & Wercklé ex Mez - Tillandsia cauligera Mez - Tillandsia cernua L.B. Smith - Tillandsia cerrateana L.B. Smith - Tillandsia chaetophylla Mez - Tillandsia chiletensis Rauh - Tillandsia churinensis Rauh - Tillandsia chusgonensis L. Hromadnik - Tillandsia clavigera Mez - Tillandsia cochabambae E. Gross & Rauh - Tillandsia coinaensis Ehlers - Tillandsia compacta Grisebach - Tillandsia complanata Bentham - Tillandsia confertiflora André - Tillandsia confinis L.B. Smith - Tillandsia cuatrecasasii L.B. Smith - Tillandsia cucullata L.B. Smith - Tillandsia delicatula L.B. Smith - Tillandsia demissa L.B. Smith - Tillandsia denudata André - Tillandsia dexteri H. Luther - Tillandsia dichrophylla L.B. Smith - Tillandsia disticha Kunth - Tillandsia dorotheehaseae Hase - Tillandsia dudleyi L.B. Smith - Tillandsia dura Baker - Tillandsia edithiae Rauh - Tillandsia elongata Kunth - Tillandsia elvira-grossiae Rauh - Tillandsia emergens Mez & Sodiro ex Mez - Tillandsia engleriana Wittmack - Tillandsia ermitae L. Hromadnik - Tillandsia excavata L.B. Smith - Tillandsia excelsa Grisebach - Tillandsia fassettii L.B. Smith - Tillandsia fendleri Grisebach - Tillandsia floribunda Kunth - Tillandsia francisci W. Till & J.R. Grant - Tillandsia fusiformis L.B. Smith - Tillandsia gerdae Ehlers - Tillandsia gerd-muelleri W. Weber - Tillandsia glauca L.B. Smith - Tillandsia glossophylla L.B. Smith - Tillandsia guatemalensis L.B. Smith - Tillandsia gymnobotrya Baker - Tillandsia hegeri Ehlers - Tillandsia helmutii L. Hromadnik - Tillandsia heterophylla E. Morren - Tillandsia hirtzii Rauh - Tillandsia hoeijeri H. Luther - Tillandsia hotteana Urban - Tillandsia huarazensis Ehlers & W. Till - Tillandsia humboldtii Baker - Tillandsia ignesiae Mez - Tillandsia imporaensis Ehlers - Tillandsia incarnata Kunth - Tillandsia indigofera Mez & Sodiro - Tillandsia interrupta Mez - Tillandsia ionochroma André ex Mez - Tillandsia kauffmannii Ehlers - Tillandsia kessleri H. Luther - Tillandsia koideae Rauh & E. Gross - Tillandsia krahnii Rauh - Tillandsia krukoffiana L.B. Smith - Tillandsia kuntzeana Mez | - Tillandsia lajensis André - Tillandsia laminata L.B. Smith - Tillandsia latifolia Meyen - Tillandsia leiboldiana Schlechtendal - Tillandsia lithophila L. Hromadnik - Tillandsia longifolia Baker - Tillandsia lopezii L.B. Smith - Tillandsia lotteae H. Hromadnik - Tillandsia loxichaensis Ehlers - Tillandsia lucida E. Morren ex Baker - Tillandsia macrodactylon Mez - Tillandsia maculata Ruiz & Pavón - Tillandsia makrinii L. Hromadnik - Tillandsia malyi L. Hromadnik - Tillandsia marnier-lapostollei Rauh - Tillandsia mauryana L.B. Smith - Tillandsia micans L.B. Smith - Tillandsia myriantha Baker - Tillandsia nervisepala (Gilmartin) L.B. Smith - Tillandsia nolleriana Ehlers - Tillandsia oblivata L. Hromadnik - Tillandsia oerstediana L.B. Smith - Tillandsia orbicularis L.B. Smith - Tillandsia orogenes Standley & L.O. Williams - Tillandsia oroyensis Mez - Tillandsia oxapampae Rauh & von Bismarck - Tillandsia pachyaxon L.B. Smith - Tillandsia pallescens Betancur & N. García - Tillandsia pastensis André - Tillandsia penascoensis Ehlers & Lautner - Tillandsia pentasticha Rauh & Wülfinghoff - Tillandsia pinnata Mez & Sodiro - Tillandsia pinnatodigitata Mez - Tillandsia plumosa Baker - Tillandsia polyantha Mez & Sodiro - Tillandsia pomacochae Rauh - Tillandsia pseudocardenasii W. Weber - Tillandsia pseudomicans Rauh - Tillandsia purpurascens Rauh - Tillandsia pyramidata André - Tillandsia queroensis Gilmartin - Tillandsia raackii H. Luther - Tillandsia racinae L.B. Smith - Tillandsia rariflora André - Tillandsia rauschii Rauh & Lehmann - Tillandsia reducta L.B. Smith - Tillandsia remota Wittmack - Tillandsia restrepoana André - Tillandsia reuteri Rauh - Tillandsia reversa L.B. Smith - Tillandsia rhodosticta L.B. Smith - Tillandsia roezlii E. Morren - Tillandsia romeroi L.B. Smith - Tillandsia rubella Baker - Tillandsia rubia Ehlers & L. Colgan - Tillandsia rubroviolacea Rauh - Tillandsia rudolfii E. Gross & Hase - Tillandsia rupicola Baker - Tillandsia rusbyi Baker - Tillandsia sagasteguii L.B. Smith - Tillandsia samaipatensis W. Till - Tillandsia sangii Ehlers - Tillandsia santieusebii Morillo & Oliva-Esteva - Tillandsia sceptriformis Mez & Sodiro ex Mez - Tillandsia schimperiana Wittmack - Tillandsia schultzei Harms - Tillandsia secunda Kunth - Tillandsia selleana Harms - Tillandsia sessemocinoi Lopez-Ferrari, Espejo & P. Blanco - Tillandsia sigmoidea L.B. Smith - Tillandsia singularis Mez & Wercklé - Tillandsia sodiroi Mez - Tillandsia somnians L.B. Smith - Tillandsia sphaerocephala Baker - Tillandsia standleyi L.B. Smith - Tillandsia stellifera L. Hromadnik - Tillandsia stenoura Harms - Tillandsia stipitata L.B. Smith - Tillandsia subconcolor L.B. Smith - Tillandsia suescana L.B. Smith - Tillandsia superba Mez & Sodiro - Tillandsia tectorum E. Morren - Tillandsia tomekii L. Hromadnik - Tillandsia tortilis Klotzsch ex Baker - Tillandsia tovarensis Mez - Tillandsia tragophoba Dillon - Tillandsia truncata L.B. Smith - Tillandsia truxillana L.B. Smith - Tillandsia turneri Baker - Tillandsia ultima L.B. Smith - Tillandsia violascens Mez - Tillandsia walteri Mez - Tillandsia werdermannii Harms - Tillandsia wurdackii L.B. Smith - Tillandsia zaratensis W. Weber - Tillandsia zarumensis Gilmartin - Tillandsia zecheri W. Till |

## Hình ảnh

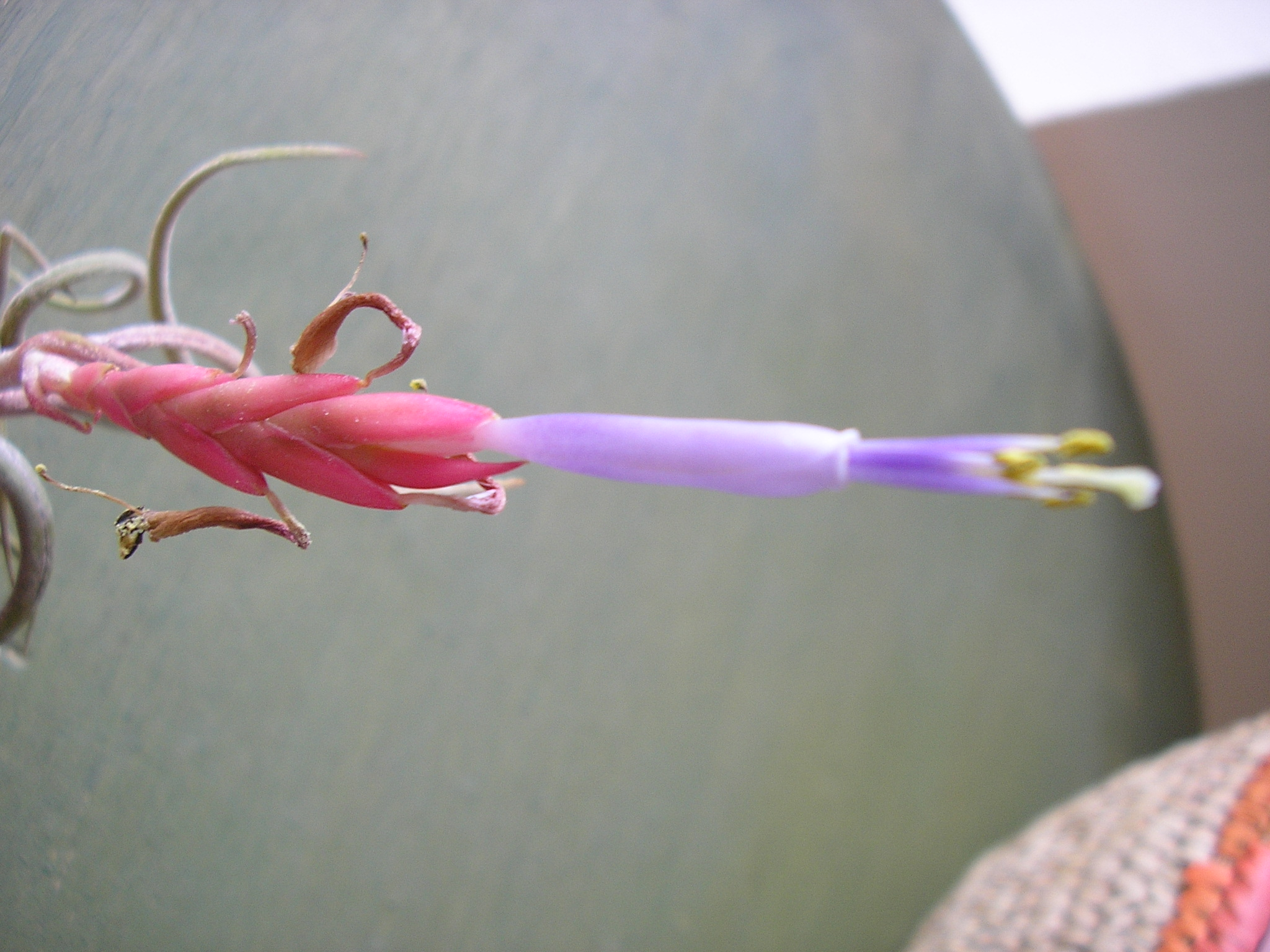

- Tập tin:Stamps of Germany (DDR) 1988, MiNr 3149.jpg
- Tập tin:Stamps of Germany (DDR) 1988, MiNr 3151.jpg
- Tập tin:Stamps of Germany (DDR) 1988, MiNr 3152.jpg